# Renata Fronzi
Renata Mirra Ana María Fronzi (1 de agosto de 1925 – 15 de abril de 2008) fue una actriz y vedette argentina-brasileña de televisión y de cine. Fue muy conocida por su papel con el personaje Helena, en el show de televisión brasileño Família Trapo. Família Trapo estuvo en el aire en la TV Record, el nombre comercial de la Rede Record, desde 1967 hasta 1971. Fronzi aparecía en la serie frente a un número de participantes, entre ellos Ronald Golias, Jô Soares, Otello Zeloni, Cidinha Campos, y Renato Corte Real.

## Primeros años
Renata Fronzi era originaria de la ciudad de Rosario (Argentina). Era hija de dos actores de teatro ítalo-argentinos, que embarazada de ella, recorrían la Argentina, y circunstancialmente en la provincia de Santa Fe. Luego con sus padres, se mudaron a Brasil, y se establecieron en Santos, Brasil, localizada a lo largo de las costas del mar Brasileño en el Estado de São Paulo.

## Carrera
Fronzi comenzó su carrera con performances en el Teatro Municipal de São Paulo (Brasil). Su debut profesional se produjo en 1940, cuando apareció con la actriz Eva Todor en la producción de la compañía teatral de Na Peça Sol de Primavera. También apareció en la gran pantalla en varios filmes brasileños durante su carrera, incluyendo varias películas producidas por los estudios Atlântida Cinematográfica. Sus créditos en televisión incluyeron Minha Doce Namorada de 1971, Pecado Rasgado de 1978, Chega Mais de 1980, Jogo da Vida de 1981, Corpo a Corpo de 1984; y A Idade da Loba de 1995. Muchos de sus papeles en televisión y telenovelas, incluyeron a Corpo a Corpo, y a Chega Mais, salió al aire en la Rede Globo. En televisión, Fronzi también tuvo papeles recurrentes en las telenovelas, Malhação, desde 1996 hasta 1997. También apareció en las miniseries brasileñas, Memorial de María Moura, de 1994.
Los papeles cinematográficos más recientes de Fronzi incluyeron a "Copacabana", dirigida por Carla Camurati, y el filme de 2005 Coisa de Mulher, dirigida por Eliana Fonseca.

## Fallecimiento
Renata Fronzi falleció a los 82 años de un síndrome de disfunción múltiple de órganos, que fue provocado por su diabetes, el 15 de abril de 2008, en el Hospital Municipal Lourenço Jorge, en la Barra da Tijuca, barrio del oeste de Río de Janeiro. Había sido hospitalizada en la Unidad de cuidados intensivos del hospital desde el 1 de abril de 2008.
Fronzi era la viuda del locutor de radio brasileña, César Ladeira, con quien se había casado en 1940. Y era también la madre del guionista brasileño César Ladeira Filho, y del músico Renato Ladeira.

## Ficción en televisión
- 1956 - Teatrinho Trol - varios personajes
- 1960 a 1967 - Família Trapo - Helena
- 1966/67 - O Rei dos Ciganos
- 1970 - Faça Humor, Não Faça Guerra - varios personajes
- 1971 - Minha Doce Namorada - Marianita
- 1973 - O Semideus - Paloma Figueira
- 1974 - Corrida do Ouro
- 1978 - Pecado Rasgado
- 1980 - Chega Mais
- 1980 - Dulcinéa Vai à Guerra - Ludmila
- 1981 - Jogo da Vida - Aurélia Creonte
- 1983 - Pão Pão, Beijo Beijo
- 1984 - Cuerpo a cuerpo (telenovela) - Zoraide Motta
- 1984 - Transas e Caretas - Sônia (participación especial)
- 1985 a 1989 - Bronco - Helena Dinozzauro
- 1990 a 1991 - A História de Ana Raio e Zé Trovão - Gióia (participación especial)
- 1990 - Mico Preto - Amelinha
- 1994 - Memorial de María Moura - Aldenora
- 1995 - A Idade da Loba
- 1997 - Malhação - Dona Jasmin
- 1999/2001 - Zorra Total

## Filmografía
- 1955 - Carnaval em Lá Maior ... Lola (participación especial)[5]
- 1956 - De Pernas pro Ar
- 1957 - Pé na Tábua[6]
- 1957 - Treze Cadeiras
- 1960 - Vai que É Mole
- 1970 - Salário Mínimo
- 1970 - Como Ganhar na Loteria sem Perder a Esportiva ... de J.B. Tanko
- 2001 - Copacabana
- 2005 - Coisa de Mulher